# Маяк на краю світу (фільм)
«Маяк на краю світу» (англ. The Light at the Edge of the World) — пригодницький художній фільм за мотивами однойменного роману Жюля Верна, екранізація 1971 року.

## Сюжет
1865 рік. Вілл Дентон — доглядач маяка, розташованого на невеликому острові в районі мису Горн. Вілл утік від цивілізації, намагаючись сховатися від свого складного минулого, в якому було звинувачення в убивстві. До маяка прибуває аргентинський військовий корабель під командуванням капітана Моріца. Одночасно маяк зазнає нападу з боку команди піратів, які збираються скерувати кораблі на скелі, а потім захопити їх як здобич. На чолі піратів стоїть капітан Джонатан Конгре.
Пірати захоплюють аргентинський корабель та маяк. Помічники наглядача маяка та частина команди під час нападу загинули, але Віллу вдається втекти. Об'єднавшись із італійцем Монтефіоре, який врятувався після аварії з одного з кораблів, Вілл Дентон дає відсіч піратам, користуючись тактикою партизанської війни. Конгре бере в заручники одну з вижилих, чарівну англійку Арабеллу, погрожуючи вбити її. Захопивши гармату піратів, Дентон пускає на дно їхній корабель. Наприкінці гинуть усі, крім Дентона та Конгре. Їхній поєдинок на вершині маяка, що горить, закінчується смертю Конгре, який упав на каміння. Дентон спускається вниз і бачить наближення корабля.

## Ролі виконували
| Актор               | Роль            |
| ------------------- | --------------- |
| Кірк Дуглас         | Вілл Дентон     |
| Юл Бріннер          | Джонатан Конгре |
| Саманта Еггар       | Арабелла        |
| Жан-Клод Друо       | Віргільйо       |
| Фернандо Рей        | капітан Моріц   |
| Ренато Сальваторі   | Монтефіоре      |
| Массімо Раньєрі     | Філіпі          |
| Альдо Самбрель      | Тарканте        |
| Тіто Гарсія         | Еміліо          |
| Віктор Ізраель      | Дас Мортес      |
| Антоніо Ребольйо    | Сантос          |
| Луїс Барбу          | Ларга           |
| Тоні Сайрус         | Вальгольйо      |
| Оскар Девіс         | Амадор          |
| Алехандро де Енчізо | Мораббіто       |
| Мартін Ювенте       | Балдуїно        |
| Джон Кларк          | Метт            |
| Марія Борге         | Емілі Джейн     |
| Хуан Касалілья      | капітан Лафаєт  |

## Знімальна група
Режисер
Кевін Білінгтон
Продюсери
- Кірк Дуглас
- Альфредо Матас — виконавчий продюсер
- Александр Селкайнд[en] — виконавчий продюсер
- Ілля Селкайнд[en] — продюсер

Сценаристи
- Том Роу
- Рейчел Білінгтон[en]

Оператори
- Анрі Декае
- Сесіліо Панагуа[es]

Композитор
П'єро Піччоні
Художники
- Дірдрі Кленсі — з костюмів
- Енріке Аларкон[es]

Монтажер
Берт Бейтс